# Pierre Bayle-prijs
De Pierre Bayle-prijs wordt vanaf 1956 jaarlijks en sinds 2003 om de twee jaar uitgereikt; één prijs gaat naar een criticus|cultuurcriticus en twee prijzen naar kunstcritici.
De prijs is vernoemd naar de protestantse Franse theoloog en filosoof Pierre Bayle en in het leven geroepen door de Pierre Bayle Stichting. Bayle stond bekend om zijn fenomenale Bijbelkennis. Daarbij leverde hij stevige cultuurkritiek en voerde hij bijtende religieuze polemieken, vooral tegen intolerantie en religieuze wedijver. De Pierre Bayleprijswinnaars moeten dan ook beschikken over zowel ambachtelijke vakkennis als een filosofische inslag.

## Prijswinnaars
- 1956 J.J. Vriend (Architectuur)
- 1957 L.J. Jordaan (Film)
- 1958 Wouter Paap (Muziek)
- 1959 H.A. Gomperts (Toneel)
- 1960 Jos de Gruyter (Beeldende kunst)
- 1962 W.A Wagener (Dans)
- 1963 Jacques den Haan (Literatuur)
- 1964 Charles Boost (Film)
- 1965 Rein Blijstra (Architectuur)
- 1966 Matthijs Vermeulen (Muziek)
- 1967 Ben Stroman (Toneel)
- 1968 Cor Blok (Beeldende kunst)
- 1969 A.Th. Kamphoff (Dans)
- 1970 Hans Warren (Literatuur)
- 1971 C.B. Doolaard (Film)
- 1972 G. Bekaert (Architectuur)
- 1973 Ernst Vermeulen (Muziek)
- 1974 Jac Heijer (Toneel)
- 1975 Carel Blotkamp (Beeldende kunst)
- 1976 Luuk Utrecht (Dans)
- 1977 Rein Bloem (Literatuur)
- 1978 Dick Ouwendijk (Film)
- 1979 Kees Vollemans (Architectuur)
- 1980 Konrad Boehmer (Muziek)
- 1981 Andre Rutten (Toneel)
- 1982 niet toegekend (Beeldende kunst)
- 1983 Ine Rietstap (Dans)
- 1984 Aad Nuis (Literatuur)
- 1985 Ellen Waller (Film)
- 1986 Joost Meuwissen (Architectuur)
- 1987 Elmer Schönberger (Muziek)
- 1988 Hanna Bobkova (Toneel)
- 1989 Anna Tilroe (Beeldende kunst)
- 1990 Ariejan Korteweg (Dans)
- 1991 Cyrille Offermans (Literatuur)
- 1992 Ernie Tee (Film)
- 1993 Ed Taverne (Architectuur)
- 1994 Bas van Putten (Muziek)
- 1995 Hugues Boekraad (Design)
- 1996 Het Theaterfestival (Toneel)
- 1997 K. Schippers (Beeldende Kunst)
- 1998 Eva van Schaik (Dans)
- 1999 Jacq Vogelaar (Literatuur)
- 2000 Hans Beerekamp (Film)
- 2001 Bernard Colenbrander (Architectuur)
- 2003 Hans Achterhuis (Cultuurkritiek)
- 2005 Marianne van Kerkhoven (Toneel)
- 2005 Bert Vuijsje (Muziek)
- 2005 Max Bruinsma (Design)
- 2008 Frans de Waal
- 2010 Michaël Zeeman
- 2012 Hans Groenewegen voor (poëzie), Jeroen Peeters (dans), Roland de Beer (klassieke muziek).
- 2014 Ed van Hinte (Design)